# Movimiento Gremial de la Universidad Católica de Chile

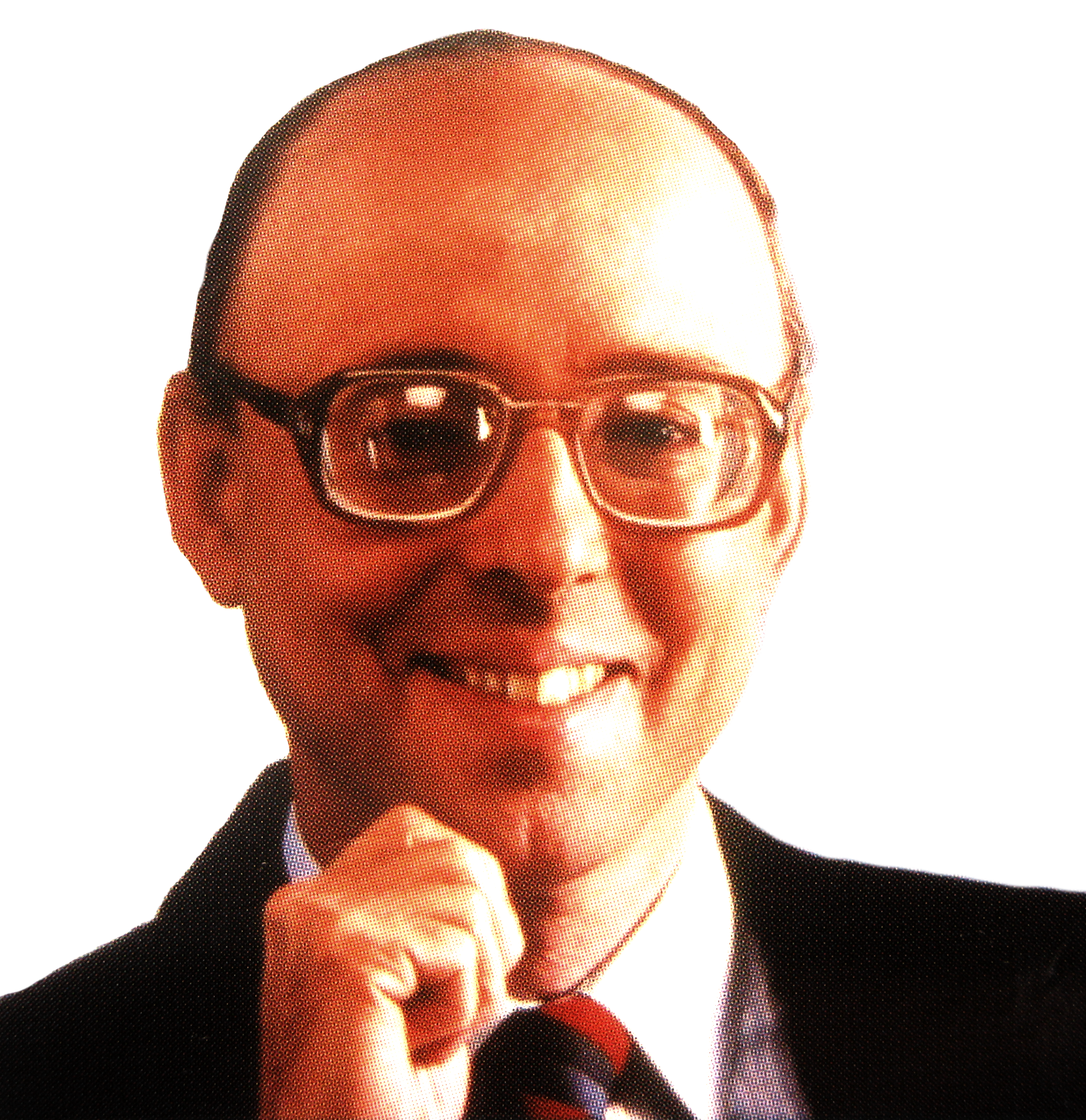
Jaime Guzmán

El Movimiento Gremial de la Universidad Católica de Chile, conocido por sus siglas MGUC, es un movimiento político universitario chileno de derecha a extrema derecha conformado por estudiantes de la Pontificia Universidad Católica de Chile (PUC) que tiene por fundamento doctrinario el gremialismo. Fue fundado en 1967 por Jaime Guzmán.

## Historia

### Orígenes

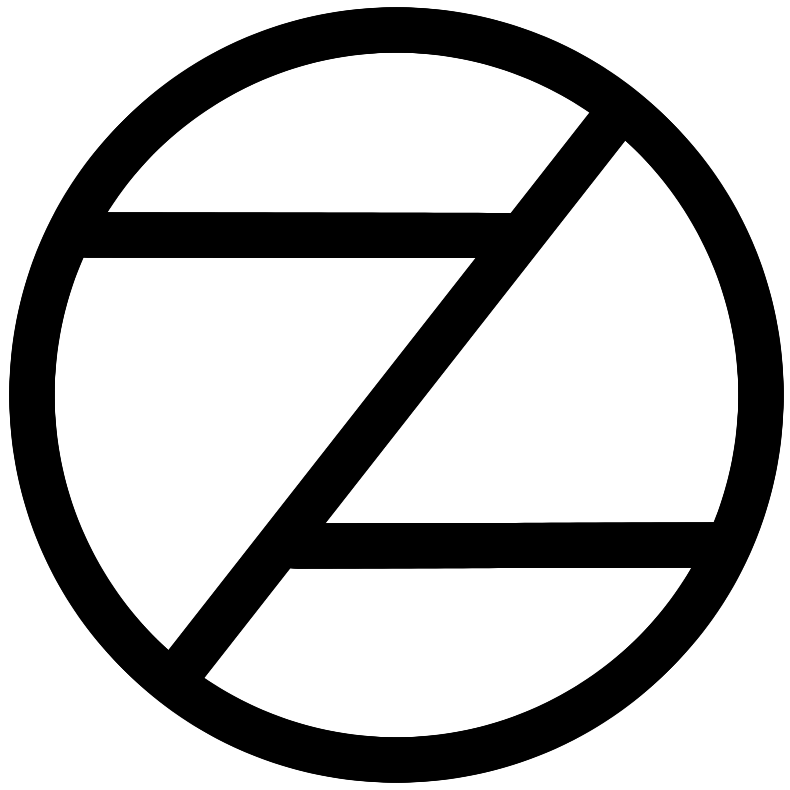
Primer logotipo del gremialismo

El grupo fue fundado en marzo de 1967 por el entonces estudiante de la Facultad de Derecho de la Pontificia Universidad Católica de Chile Jaime Guzmán, bajo el alero del sacerdote Osvaldo Lira, como reacción a la Reforma universitaria. Guzmán, al tiempo que acusaba a los reformistas de responder a intereses políticos partidistas —principalmente democratacristianos—, lideró la resistencia a la ocupación de la universidad por parte de la Federación de Estudiantes de la Universidad Católica de Chile (FEUC) e intentó tomarse a su vez el establecimiento para revertir la Reforma, sin éxito. Aunque una posterior baja en la participación de los reformistas en las elecciones estudiantiles y la rearticulación de los grupos conservadores, permitió al movimiento gremial alcanzar victorias electorales en la federación.
Los gremialistas también se enfrentaron al rector de la UC surgido de la Reforma, Fernando Castillo Velasco. Este había sido designado tras la toma de la Casa Central por el cardenal Raúl Silva Henríquez y ratificado por un claustro, en el que se permitió la participación estudiantil. Las críticas gremialistas contra el rector Castillo Velasco se centraban en que supuestamente se dejaba manipular por la izquierda.[cita requerida] Ante esta insistente oposición, Castillo presentó su renuncia el 6 de mayo de 1970, sólo para ser nuevamente elegido en el cargo por el claustro universitario, unas semanas después.[cita requerida]

### Los gremialistas durante la dictadura
Pero, a despecho de estos reveses, Guzmán y los miembros de su movimiento gremial terminarían por ostentar cargos políticos claves en la dictadura militar que cerró abruptamente el período de Reforma Universitaria, cuando el golpe de Estado encabezado por Augusto Pinochet interrumpió en Chile el sistema democrático, el 11 de septiembre de 1973.
Sin ir más lejos, Guzmán se transformó en uno de los redactores principales de la Constitución impuesta por dicho régimen, mediante un plebiscito cuestionado por las diversas irregularidades formales que rodearon su celebración. En 1983, algunos gremialistas sirvieron de base para la conformación del Movimiento Unión Demócrata Independiente, que a fines de la década de 1980 se convertiría uno de los dos principales partidos políticos de derecha en Chile.
El Movimiento Gremial tuvo el control de la Federación de Estudiantes de la Universidad Católica de Chile (FEUC) de forma ininterrumpida entre 1969 y 1985, con 5 presidentes electos y 11 designados por el Consejo de Presidentes. Ese año, el rector Juan de Dios Vial repuso las elecciones directas y en ella ganó el demócratacristiano Tomás Jocelyn Holt, lo que fue preponderante en el curso del movimiento estudiantil de oposición a la dictadura militar. Desde esa elección hasta 1993 sólo fue elegido un gremialista, José Antonio Silva, en 1989.

### Pérdida de la hegemonía en la FEUC
El MG UC recuperó la FEUC entre 1994 y 1997, y luego otros movimientos ocuparon la directiva de la federación los tres años siguientes. Entre 2001 y 2008 los gremiales ocuparon cinco veces la presidencia de la FEUC.
En 2008 se creó el movimiento de centro-izquierda Nueva Acción Universitaria (NAU), que tuvo la hegemonía en la mesa de la federación hasta 2014. En 2010 un grupo del gremialismo se descolgó para formar el movimiento socialcristiano de  derecha Solidaridad UC, quienes reclamaban mayor injerencia de la UC en los problemas del país, y más discusión política en dicha casa de estudios. En las elecciones de la FEUC de 2012, NAU (Diego Vela) y Solidaridad (Cristián Stewart) pasaron a la segunda vuelta, relegando al MG UC por primera vez a un tercer lugar. En 2013, el Movimiento Gremial recuperó terreno y alcanzó la primera mayoría en la primera vuelta de elección de FEUC, sin embargo en el balotaje fueron nuevamente vencidos por la NAU.
Uno de los desafíos que enfrenta el Movimiento Gremial es interpretar al nuevo electorado de la UC y los procesos político-sociales que permean a la institución, entre lo cual, la composición socioeconómica del electorado ha transformado el perfil del votante mediano de la UC, con las reformas educacionales e internas en el financiamiento estudiantil, abriendo espacio a una diversidad social mucho mayor que la conocida hace años en la institución.[cita requerida]
En las elecciones de 2014, la lista gremialista encabezada por Ricardo Sande ganó en segunda vuelta a la NAU, obteniendo la mesa directiva de la FEUC por primera vez desde 2008. Sin embargo, el proyecto gremial no logró continuidad en la FEUC en las elecciones 2015, perdiendo en segunda vuelta contra la plataforma de izquierda Crecer.
En las elecciones de 2016, la lista representante del MG quedó en un histórico último lugar con un porcentaje de votos de 21,5%, cediendo el liderazgo de la derecha a Solidaridad UC. En 2017 los gremialistas ganaron la conserjería superior, y en las elecciones del 2018 obtuvieron la mayoría en primera vuelta, sin embargo, fueron derrotados en segunda vuelta por la NAU. Lo mismo sucedió el 2019, 2020, 2021, y el 2022 tuvieron su peor resultado electoral en la historia del movimiento, cosechando 1648 votos, lo que equivale al 13,7% de los votos totales, desatando un desplome y crisis dentro del movimiento.

## Controversias del movimiento
El Movimiento Gremial no se ha visto exento de polémica estos últimos años. Durante el año 2018 surgió una denuncia de abuso sexual contra el candidato a la presidencia de la FEUC José Ignacio Palma, que, posteriormente, a mediados del mismo año a través de investigaciones, se descubrió su falta de veracidad, pues fue todo maquinado por el exmilitante del movimiento Johnny Olate.
Se vieron envueltos en polémica por la filtración de un correo ligado a militantes del movimiento que aludía a conductas de violencia, abuso sexual y violación, llamando a miembros del movimiento a "tirarse comunachas" y "violar novatas".
Durante las elecciones realizadas a finales del 2020 para la FEUC se conoció que los gremialistas estaban ocupando la oficina de diputado Guillermo Ramírez, vulnerando así la norma legal del Consejo Resolutivo de Asignaciones Parlamentarias la cual expresa que una sede de este tipo no puede usarse para fines ajenos a la actividad parlamentaria. A partir de este suceso se dejó en duda la independencia y autonomía que tiene el MG con la UDI. Ante estos hechos Andrés Zaldívar, exsenador y miembro del organismo que entrega las normativas para el correcto desempeño de la labor parlamentaria, señaló que «está prohibido el uso para otros fines, por ende, no está bien» y que el hecho podría ser denunciado y sancionado.
Previo a las elecciones FEUC para el periodo 2022-2023, la candidata a presidenta Lucía Uriarte, señaló en el debate organizado por Radio UC, que el estallido social fue más "nefasto" que el golpe de Estado de 1973, lo que le valió la recriminación del resto de los movimientos. En dicha elección, el MG cosecharía su peor resultado histórico, con tan solo un 13,7% de los votos válidamente emitidos.

## Presidentes FEUC gremialistas
- 1969 - Ernesto Illanes (Ing. Comercial)[33]
- 1970 - Hernán Larraín (Derecho)[33]
- 1971 - Tomás Irarrázabal (Construcción Civil)[33]
- 1972 - Atilio Caorsi Casauban (Ingeniería)[33]
- 1973 - Javier Leturia Mermoud (Derecho)[33]
- 1974 - Arturo Fontaine Talavera (Derecho, designado)
- 1975 - Cristián Larroulet (Ing. Comercial, designado)
- 1976 - Miguel Allamand (Agronomía, designado)
- 1977 - Juan Antonio Coloma Correa (Derecho, designado)
- 1978 - Andrés Chadwick (Derecho, designado)
- 1979 - José M. Olivares (Derecho, designado)
- 1980 - Domingo Arteaga (Ingeniería, designado)
- 1981 - Mikel Uriarte (Derecho, designado)
- 1982 - Jaime Orpis (Derecho, designado)
- 1983 - Juan Jaime Díaz (Ingeniería, designado)
- 1984-1985 - Alfredo Burgos (Arquitectura, designado)
- 1989 - José Antonio Silva (Derecho)
- 1994 - Alejandro San Francisco (Historia)
- 1995 - Álvaro Cruzat (Agronomía)
- 1996 - Francisca Correa (Arquitectura)
- 1997 - Thomas Leisewitz (Medicina)
- 2001 - Alejandro Arrau (Ing. Comercial)
- 2003 - Jaime Bellolio (Ing. Comercial)
- 2004 - Julio Pertuzé (Ingeniería)
- 2007 - Fernando Zavala (Ingeniería)
- 2008 - Felipe Bettancourt (Ing. Comercial)
- 2015 - Ricardo Sande (Derecho)